# Hoshin-Management
Hoshin-Management (jap. 方針管理, Hōshin kanri, dt. „Plan-Management“) ist ein unternehmensumfassendes Planungs- und Steuerungssystem, das alle Führungskräfte und Mitarbeiter in einen systematischen Kaskadierungsprozess einbindet. Im Rahmen einer gleichzeitigen vertikalen und horizontalen Abstimmung werden aus der Vision Durchbruchsziele des Unternehmens entwickelt, um daraus die wesentlichen Strategien und Ziele für alle Mitarbeiter abzuleiten, damit alle Mitarbeiter auf die gleiche Vision und gleichen Ziele des Unternehmens fokussiert sind.
Synonyme für Hoshin-Management:
- Hoshin planning
- Management by Policy (MbP)
- Management by planning
- Policy deployment
- Policy development